# 依西美坦
依西美坦（INN:，商品名Aromasin，台灣譯名諾曼癌素）是治療乳癌的抗雌激素藥物，屬於芳香化酶抑制劑。某些乳癌細胞具有雌激素受体（ER），受雌激素刺激而生長，被稱為ER陽性（或稱雌激素反應性、激素反應性或激素受體陽性乳癌）。芳香化酶是合成雌激素的酶，使用其抑制劑可阻止雌激素的合成，以減緩腫瘤的生长。

## 医疗用途
依西美坦的適應症是治療停經後雌激素受體陽性早期乳癌病人，術後曾接受過tamoxifen治療二至三年，可轉用本藥完成共計五年的輔助性荷爾蒙治療。美国FDA于1999年10月批准。
依西美坦也用於停經後晚期乳癌病人接受tamoxifen治療後病情仍惡化時的治療。
對於停經前的雌激素受體陽性乳癌病人，與卵巢抑制治療併用tamoxifen相比較，卵巢抑制治療併用芳香化酶抑製劑依西美坦的輔助治療可降低復發風險。臨床試驗（ TEXT和SOFT）顯示，與tamoxifen併用卵巢抑制治療相比，併用依西美坦和卵巢抑制治療的患者，無病存活期得到改善。故停經前乳癌病人接受受卵巢抑制治療的停經前乳癌病人，使用芳香化酶抑制劑會有幫助。 

## 禁忌症
停經前婦女（包括孕妇和哺乳期妇女）禁用。

## 副作用
最常见的副作用（占患者的10％以上）是潮热和出汗，是由依西美坦引起的典型雌激素缺乏症狀。此外还包括失眠、头痛、关节痛。恶心和疲劳主要見於晚期乳癌患者。
使用本藥的病人中，約有20%發生血中淋巴球計數下降，尤其是已有淋巴球低下的病人。本藥與formestane類似，亦有雄性素特性，可能產生雄性化副作用，例如痤疮和体重增加，不過這些狀況通常與药物的治疗剂量有关。

## 过量
人體對於單一劑量的至少32倍（800 毫克），以及一般的每日計量的24倍（600毫克）的连续治療，內肉性良好。對於人類無危及生命的過量資料，但在動物研究顯示，根據體表面積調整後，危及生命的劑量可能在2000-4000倍的常用劑量左右。

## 交互作用
依西美坦由肝臟的酵素CYP3A4代謝。在临床试验中，CYP3A4抑制剂酮康唑对依西美坦水平无明显影响，但强效CYP3A4诱导剂利福平可将依西美坦的血中濃度降低约一半（单一剂量时AUC -54％，Cmax-41％），可能会減低藥效。其他3A4誘導劑，例如卡马西平和貫葉連翹，也可能有類似效果。但這些作用的临床重要性尚未有研究。

## 药理

### 藥效學
依西美坦是一種口服固醇芳香化酶抑製劑，使用於停經後雌激素受體陽性乳癌病人接受過手術與／或放射治療後的輔助性治療。
停經前婦女體內雌激素的主要來源是卵巢，而停經後婦女體內大部分雌激素是周邊組織（即脂肪組織，例如乳房中的脂肪）以及腦部的某些部位，其中的芳香化酶將雄激素轉化為雌激素而產生的。這些週邊組織的芳香酶形成了雌激素，發揮局部作用。男性與停經後女性血液循環中的雌激素乃來自這些局部代謝的產物進入循環。
依西美坦屬於第一型之不可逆的固醇芳香化酶失活劑，结构上与天然的受質4-雄烯二酮類似。依西美坦作為芳香化酶的假受質，被加工成中間產物，而此中間產物會與酵素的活化部位不可逆地結合，使酵素失活，這種作用也稱為“自殺抑制” 。由於依西美坦在結構上與酵素的作用目標相似，可以永久地與酵素結合，阻止它們將雄激素轉化為雌激素。
相比之下，第二型芳香化酶抑制劑（例如anastozole和letrozole）不屬於類固醇，而是通過干擾芳香化酶的血基質而起作用。

### 藥物動力學
依西美坦由腸道迅速吸收，吸收後在肝臟經過首过效应，在乳癌患者於1.2小時後（健康受試者於2.9小時後）達到最高血漿濃度，並在兩到三天後發揮抑制芳香化酶最大效果。經吸收後90％与血浆蛋白結合。肝臟的酵素CYP3A4可氧化位置6的亚甲基，而醛酮还原酶（aldo-keto reductase）將17-酮基（位於五角環上）还原为醇。代謝物在一周内有40％經由尿液排泄，40％通过粪便排泄。原始型態仅占尿中排泄物的1％。终端的半衰期为24小时。

## 研究
在大型臨床試驗，對於罹患早期乳癌（雌激素受體陽性或未知）的停經後婦女，術後接受依西美坦每天25mg輔助治療2-3年，效果比連續五年Tamoxifen的輔助治療要好。TEAM試驗（比較依西美坦和Tamoxifen的臨床試驗），在2009年的初步資料顯示依西美坦25 毫克/天，作為停經後早期乳癌病人的輔助治療也是有效的。
2011年的中期III期试验结果顯示，與單僅使用依西美坦相比，併用everolimus與依西美坦，對於晚期乳癌病人可以显着改善疾病無惡化存活期。
2011年的一項III期試驗的結論是，對於停經後的乳癌高風險婦女，使用依西美坦可減低乳癌發生率。在4,560名婦女中，經過了35個月以後，使用依西美坦25 mg/日的劑量者，與接受安慰劑者相比，乳癌風險降低65％－－年發生率分別為0.19％和0.55 ％（風險比：0.35； 95％CI [0.18-0.70]； p = 0.002）。